# Ministerium Pillersdorf

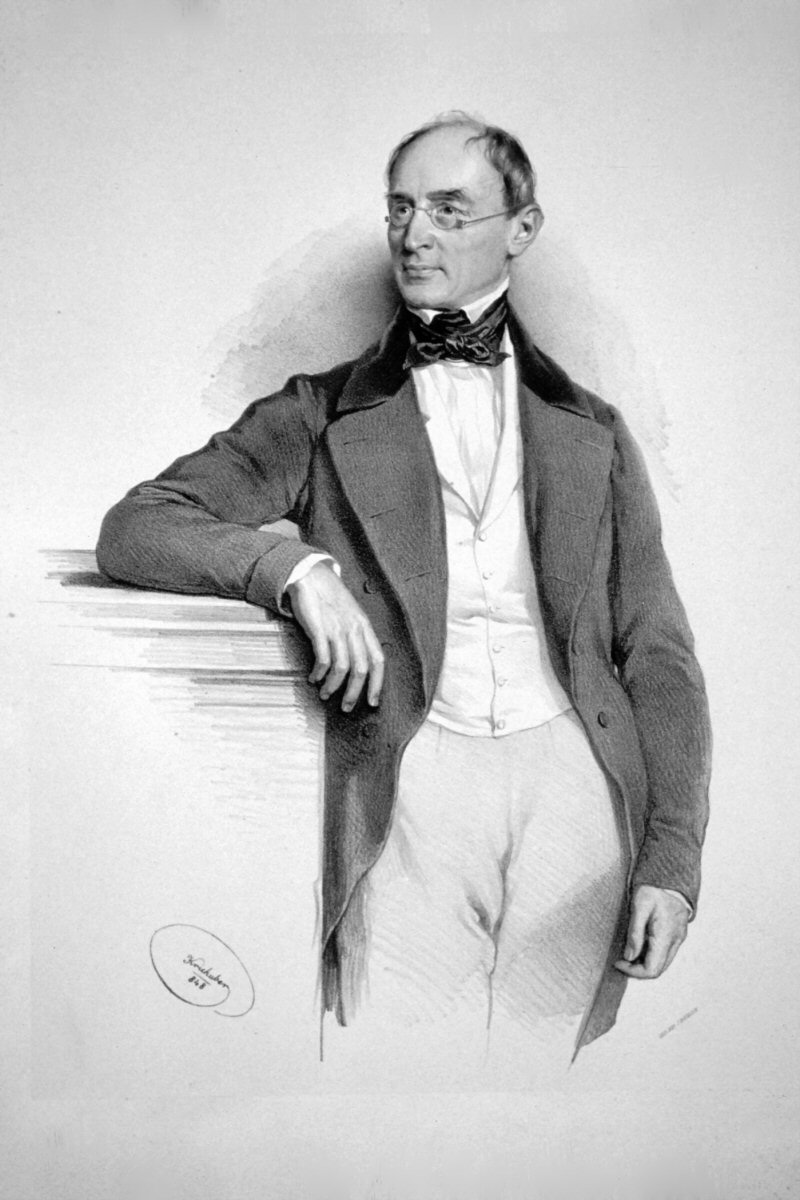
Franz Freiherr von Pillersdorf; Lithographie von Joseph Kriehuber, 1848

Das Ministerium Pillersdorf des Kaisertums Österreich unter dem Vorsitz von Ministerpräsident Franz von Pillersdorf amtierte vom 4. Mai bis zum 8. Juli des Jahres 1848.

## Geschichte
Ministerpräsident Karl Ludwig von Ficquelmont wurde als Angehöriger der Partei Metternichs und ausgewiesener Freund Russlands durch Demonstrationen Anfang Mai zum Rücktritt gezwungen. Ihm folgte als Ministerpräsident Franz von Pillersdorf, dessen Opposition gegen das herrschende System um Metternichs bekannt war. Pillersdorf war am 20. März 1848 von Kaiser Ferdinand bereits zum Minister des Innern ernannt worden. Am 4. Mai 1848 wurde er zusätzlich zum Ministerpräsidenten ernannt. Die von ihm geschaffene liberale Verfassung vom 25. April 1848 (Pillersdorfsche Verfassung) für die cisleithanischen Länder konnte jedoch weder den Revolutionären noch der Krone genügen, worauf er am 8. Juli von seinem Amt als Ministerpräsident zurücktrat. Ihm folgte Anton von Doblhoff-Dier im Amt.

## Mitglieder des Ministerrats
- Franz von Pillersdorf (1786–1862), Ministerpräsident und Minister des Innern
- Johann von Wessenberg (1773–1858), Minister des Äußeren
- Theodor Baillet de Latour (1780–1848), Kriegsminister
- Philipp von Krauß (1792–1861), Finanzminister
- Andreas von Baumgartner (1793–1865), Minister für öffentliche Arbeiten und das Bergwesen
- Anton von Doblhoff-Dier (1800–1872), Handelsminister
- Franz Seraph von Sommaruga (1780–1860), Minister für Kultus
- Ludwig Graf Taaffe, Minister für Justiz